# Primera División 1992-1993 (Argentina)
L'edizione 1992-1993 della Primera División argentina fu la terza ad essere disputata con la formula dei tornei di Apertura e Clausura. L'Apertura 1992 fu vinto dal Boca Juniors, che vinse il titolo dopo 11 anni di attesa, mentre nel Clausura 1993 prevalse il Vélez Sársfield, che non si imponeva dal 1968.

## Torneo di Apertura
|  | Pos. | Squadra             | Pt | G  | V  | N  | P  | GF | GS | DR  |
|  | ---- | ------------------- | -- | -- | -- | -- | -- | -- | -- | --- |
|  | 1.   | Boca Juniors        | 27 | 19 | 10 | 7  | 2  | 24 | 11 | 13  |
|  | 2.   | River Plate         | 23 | 19 | 10 | 5  | 4  | 28 | 13 | 15  |
|  | 3.   | San Lorenzo         | 23 | 19 | 9  | 5  | 5  | 28 | 19 | 9   |
|  | 4.   | Ferro Carril Oeste  | 22 | 19 | 6  | 10 | 3  | 16 | 9  | 7   |
|  | 5.   | Huracán             | 22 | 19 | 9  | 4  | 6  | 26 | 22 | 4   |
|  | 6.   | Vélez Sársfield     | 21 | 19 | 8  | 5  | 6  | 23 | 15 | 8   |
|  | 7.   | Estudiantes         | 20 | 19 | 7  | 6  | 6  | 21 | 14 | 7   |
|  | 8.   | Belgrano de Córdoba | 20 | 19 | 7  | 6  | 6  | 22 | 22 | 0   |
|  | 9.   | Lanús               | 20 | 19 | 8  | 4  | 7  | 22 | 22 | 0   |
|  | 10.  | Talleres de Córdoba | 20 | 19 | 6  | 8  | 5  | 18 | 20 | -2  |
|  | 11.  | Deportivo Español   | 19 | 19 | 7  | 5  | 7  | 19 | 18 | 1   |
|  | 12.  | San Martín (T)      | 18 | 19 | 6  | 8  | 5  | 18 | 14 | 4   |
|  | 13.  | Textil Mandiyú      | 18 | 19 | 5  | 8  | 6  | 21 | 24 | -3  |
|  | 14.  | Rosario Central     | 18 | 19 | 7  | 4  | 8  | 19 | 29 | -10 |
|  | 15.  | Independiente       | 17 | 19 | 5  | 7  | 7  | 15 | 22 | -7  |
|  | 16.  | Racing Avellaneda   | 15 | 19 | 4  | 7  | 8  | 14 | 20 | -6  |
|  | 17.  | Gimnasia La Plata   | 15 | 19 | 4  | 7  | 8  | 19 | 27 | -8  |
|  | 18.  | Platense            | 14 | 19 | 3  | 8  | 8  | 16 | 21 | -5  |
|  | 19.  | Argentinos Juniors  | 14 | 19 | 3  | 8  | 8  | 17 | 25 | -8  |
|  | 20.  | Newell's Old Boys   | 10 | 19 | 3  | 4  | 12 | 12 | 31 | -19 |

### Marcatori
| Pos. | Giocatore          | Squadra             | Gol |
| ---- | ------------------ | ------------------- | --- |
| 1    | Alberto Acosta     | San Lorenzo         | 12  |
| 2    | Jorge Cruz         | Huracán             | 11  |
| 3    | Luis Fabián Artime | Belgrano de Córdoba | 10  |
| 3    | Fernando di Carlo  | Lanús               | 10  |

## Torneo di Clausura
|  | Pos. | Squadra             | Pt | G  | V  | N  | P  | GF | GS | DR  |
|  | ---- | ------------------- | -- | -- | -- | -- | -- | -- | -- | --- |
|  | 1.   | Vélez Sársfield     | 27 | 19 | 10 | 7  | 2  | 23 | 7  | 16  |
|  | 2.   | Independiente       | 24 | 19 | 6  | 12 | 1  | 23 | 14 | 9   |
|  | 3.   | River Plate         | 23 | 19 | 10 | 3  | 6  | 33 | 21 | 12  |
|  | 4.   | San Lorenzo         | 22 | 19 | 8  | 6  | 5  | 27 | 19 | 8   |
|  | 5.   | Deportivo Español   | 22 | 19 | 9  | 4  | 6  | 24 | 18 | 6   |
|  | 6.   | Rosario Central     | 21 | 19 | 6  | 9  | 4  | 25 | 19 | 6   |
|  | 7.   | Boca Juniors        | 21 | 19 | 6  | 9  | 4  | 23 | 18 | 5   |
|  | 8.   | Racing Avellaneda   | 21 | 19 | 9  | 3  | 7  | 22 | 17 | 5   |
|  | 9.   | Huracán             | 21 | 19 | 7  | 7  | 5  | 24 | 23 | 1   |
|  | 10.  | Argentinos Juniors  | 19 | 19 | 3  | 13 | 3  | 12 | 12 | 0   |
|  | 11.  | Gimnasia La Plata   | 19 | 19 | 5  | 9  | 5  | 14 | 15 | -1  |
|  | 12.  | Textil Mandiyú      | 19 | 19 | 5  | 9  | 5  | 19 | 22 | -3  |
|  | 13.  | Estudiantes         | 18 | 19 | 5  | 8  | 6  | 23 | 20 | 3   |
|  | 14.  | Belgrano de Córdoba | 18 | 19 | 4  | 10 | 5  | 13 | 22 | -9  |
|  | 15.  | Lanús               | 17 | 19 | 3  | 11 | 5  | 12 | 15 | -3  |
|  | 16.  | Ferro Carril Oeste  | 16 | 19 | 5  | 6  | 8  | 15 | 21 | -6  |
|  | 17.  | Newell's Old Boys   | 15 | 19 | 4  | 7  | 8  | 13 | 19 | -6  |
|  | 18.  | Platense            | 14 | 19 | 3  | 8  | 8  | 14 | 26 | -12 |
|  | 19.  | San Martín (T)      | 12 | 19 | 4  | 4  | 11 | 17 | 30 | -13 |
|  | 20.  | Talleres de Córdoba | 11 | 19 | 2  | 7  | 10 | 13 | 31 | -18 |

### Marcatori
| Pos. | Giocatore       | Squadra      | Gol |
| ---- | --------------- | ------------ | --- |
| 1    | Rubén Da Silva  | River Plate  | 13  |
| 2    | Sergio Martínez | Boca Juniors | 12  |

## Retrocessioni
| Squadra             | Media | Punti | Giocate | 1990-91 | 1991-92 | 1992-1993 |
| ------------------- | ----- | ----- | ------- | ------- | ------- | --------- |
| Boca Juniors        | 1.307 | 149   | 114     | 51      | 50      | 48        |
| River Plate         | 1.281 | 146   | 114     | 45      | 55      | 46        |
| Vélez Sársfield     | 1.237 | 141   | 114     | 45      | 48      | 48        |
| San Lorenzo         | 1.088 | 124   | 114     | 45      | 45      | 45        |
| Huracán             | 1.061 | 121   | 114     | 40      | 38      | 43        |
| Independiente       | 1.026 | 117   | 114     | 40      | 36      | 41        |
| Newell's Old Boys   | 1.026 | 117   | 114     | 48      | 44      | 25        |
| Racing Avellaneda   | 1.009 | 115   | 114     | 40      | 39      | 36        |
| Deportivo Español   | 1.000 | 114   | 114     | 28      | 45      | 41        |
| Ferro Carril Oeste  | 0.991 | 113   | 114     | 38      | 37      | 38        |
| Rosario Central     | 0.982 | 112   | 114     | 39      | 34      | 39        |
| Lanús               | 0.974 | 37    | 38      | N/A     | N/A     | 37        |
| Belgrano de Córdoba | 0.961 | 73    | 76      | N/A     | 35      | 38        |
| Textil Mandiyú      | 0.947 | 108   | 114     | 38      | 33      | 37        |
| Gimnasia La Plata   | 0.947 | 108   | 114     | 33      | 41      | 34        |
| Estudiantes         | 0.930 | 106   | 114     | 39      | 29      | 38        |
| Platense            | 0.921 | 105   | 114     | 35      | 42      | 28        |
| Argentinos Juniors  | 0.912 | 104   | 114     | 36      | 35      | 33        |
| Talleres de Córdoba | 0.851 | 97    | 114     | 29      | 37      | 31        |
| San Martín (T)      | 0.789 | 30    | 38      | N/A     | N/A     | 30        |

Il Talleres de Córdoba e il San Martín (T) furono retrocessi in Primera B Nacional.